# Rosa Mountbatten
Rosa Mountbatten, anche conosciuto come rosa plymouth, è un colore usato nei camuffamenti mimetici della marina militare, inventato da Louis Mountbatten della Royal Navy britannica nell'autunno 1940 durante la seconda guerra mondiale.